# IC 4479
IC 4479 је спирална галаксија у сазвјежђу Волар која се налази на листи објеката дубоког неба у Индекс каталогу.
Деклинација објекта је + 28° 30' 21" а ректасцензија 14h 38m 45,9s. Привидна величина (магнитуда) објекта IC 4479 износи 13,8 а фотографска магнитуда 14,5. IC 4479 је још познат и под ознакама UGC 9433, MCG 5-35-1, CGCG 164-5, IRAS 14365+2842, PGC 52338.